# Fédération norvégienne de handball
La fédération norvégienne de handball (norvégien : Norges Håndballforbund, NHF) est fondée en 1937. Elle affiliée au comité olympique norvégien, à la fédération européenne de handball (EHF) et à la fédération internationale de handball (IHF). Son siège se situe à Oslo. La fédération est dirigée par Erik Langerud (secrétaire général) et Kåre Geir Lio (président).
En 1946, elle fait partie des membres fondateurs de l'IHF.